# Liste der Nummer-eins-Hits in den britischen Charts (2001)
Dies ist eine Liste der Nummer-eins-Hits in den britischen Charts im Jahr 2001. Sie basiert auf den Official Singles Chart Top 100 und den Albums Chart Top 100, die von der Official Charts Company ermittelt werden. Es gab in diesem Jahr jeweils 32 Nummer-eins-Singles und 25 Nummer-eins-Alben.

## Singles
| ← 2000 ← | Liste der Nummer-eins-Hits in den britischen Charts | Liste der Nummer-eins-Hits in den britischen Charts | Liste der Nummer-eins-Hits in den britischen Charts | 2002 → |
| \| Zeitraum \| Wo. ges. \| Interpret \| Titel Autor(en) \| Zusätzliche Informationen \| \| (Zeitraum, Wochen auf Platz eins, Interpret, Titel, Autor[en], zusätzliche Informationen) \| \| \| \| \| \| ----------------------------------------------------------------------------------------- \| -------- \| ------------------------------------------- \| ---------------------------------------------------------------------------------------------------------------------------------------------------------------------------------------------------------------------------------------------------- \| ------------------------------------------------------------------------------------------------------------------------------------------------------------------------------------------------------------------------------------------------------------------------------------------------------------------------------ \| \| 17. Dezember 2000 – 6. Januar 2001 3 Wochen \| 3 \| Bob the Builder \| Can We Fix It Paul Kevin Joyce \| – \| \| 7. Januar 2001 – 13. Januar 2001 1 Woche \| 1 \| Rui da Silva feat. Cassandra \| Touch Me Rui Jorge Silva, Cassandra Fox, Gary James Kemp \| – \| \| 14. Januar 2001 – 20. Januar 2001 1 Woche \| 1 \| Jennifer Lopez \| Love Don’t Cost a Thing Gregory Dean Lawson, Georgette Michale Franklin, Jeremy Jermaine Monroe, Damon Sharpe, Amille Danielle Harris \| – \| \| 21. Januar 2001 – 3. Februar 2001 2 Wochen \| 2 \| Limp Bizkit \| Rollin’ (Air Raid Vehicle) Reggie Noble, Clifford M. Smith, Fred Durst, Earl Simmons, Kasseem Daoud Dean \| – \| \| 4. Februar 2001 – 3. März 2001 4 Wochen \| 4 \| Atomic Kitten \| Whole Again George Andrew McCluskey, Stuart Kershaw, Bill Padley, Jeremy Peter Godfrey \| – \| \| 4. März 2001 – 10. März 2001 1 Woche \| 1 \| Shaggy feat. Ricardo 'RikRok' Ducent \| It Wasn’t Me Orville Burrell, Rickardo George Ducent, Shaun Pizzonia, Brian Derek Thompson; Musik zusätzlich: Dee Allen, Harold Ray Brown I, Bebee Dickerson, Le Roy Lonnie Jordan, Charles William Miller, Lee Oskar, Howard E. Scott \| – \| \| 11. März 2001 – 17. März 2001 1 Woche \| 1 \| Westlife \| Uptown Girl Billy Joel \| – \| \| 18. März 2001 – 7. April 2001 3 Wochen \| 3 \| Hear’Say \| Pure and Simple Peter Edward Kirtley, Tim Hawes, Alison Moira Clarkson \| – \| \| 8. April 2001 – 21. April 2001 2 Wochen \| 2 \| Emma Bunton \| What Took You So Long? Richard Frederick Stannard, John Themis, Emma Lee Bunton, Julian Gallagher, Martin Peter Harrington, Dave Morgan \| – \| \| 22. April 2001 – 28. April 2001 1 Woche \| 1 \| Destiny’s Child \| Survivor Stevie Nicks, Beyoncé Gisselle Knowles, Robert D. Fusari, Falonte D. Moore \| – \| \| 29. April 2001 – 5. Mai 2001 1 Woche (insgesamt 2) \| 2 \| S Club 7 \| Don’t Stop Movin’ Rachel Lauren Stevens, Hannah Louise Spearritt, Bradley John McIntosh, Jonathan Henry Lee, Paul Gerald Cattermole, Joanne Valda O’Meara, Tina Ann Barrett, Simon Peter Ellis, Sheppard J. Solomon \| – \| \| 6. Mai 2001 – 19. Mai 2001 2 Wochen \| 2 \| Geri Halliwell \| It’s Raining Men Paul F. Jabara, Paul A. W. Shaffer \| – \| \| 20. Mai 2001 – 26. Mai 2001 1 Woche (insgesamt 2) \| 2 \| S Club 7 \| Don’t Stop Movin’ Rachel Lauren Stevens, Hannah Louise Spearritt, Bradley John McIntosh, Jonathan Henry Lee, Paul Gerald Cattermole, Joanne Valda O’Meara, Tina Ann Barrett, Simon Peter Ellis, Sheppard J. Solomon \| – \| \| 27. Mai 2001 – 2. Juni 2001 1 Woche \| 1 \| DJ Pied Piper and the Masters of Ceremonies \| Do You Really Like It Ronald Mark Nwohia, Eugene Nwohia, Steve Ricardo Wickham, Paul Angus Newman, Michael Ashley Livingston \| – \| \| 3. Juni 2001 – 23. Juni 2001 3 Wochen \| 3 \| Shaggy feat. Rayvon \| Angel Steven Haworth Miller, Eddie Curtis, Ahmet Ertegun, Chip Taylor \| – \| \| 24. Juni 2001 – 30. Juni 2001 1 Woche \| 1 \| Christina Aguilera, Lil’ Kim, Mýa und Pink \| Lady Marmalade Bob Crewe, Kenny Nolan \| – \| \| 1. Juli 2001 – 7. Juli 2001 1 Woche \| 1 \| Hear’Say \| The Way to Your Love Mikkel Storleer Eriksen, Tor Erik Hermansen, Hallgeir Rustan \| – \| \| 8. Juli 2001 – 14. Juli 2001 1 Woche \| 1 \| Roger Sanchez \| Another Chance Roger Rene Sanchez, Steven Lee Lukather \| – \| \| 15. Juli 2001 – 28. Juli 2001 2 Wochen \| 2 \| Robbie Williams \| Eternity / The Road to Mandalay Guy Antony Chambers, Robert Peter Williams \| – \| \| 29. Juli 2001 – 11. August 2001 2 Wochen \| 2 \| Atomic Kitten \| Eternal Flame Susanna Lee Hoffs, Thomas F. Kelly, Billy Steinberg \| – \| \| 12. August 2001 – 18. August 2001 1 Woche \| 1 \| So Solid Crew \| 21 Seconds Dwayne Francis Ojestie Vincent, Marvin Fabian Dawkins, Jason Marlon Moore, Mahtari Aminu, Ashley Anthony Walters, Shane Christopher Neil, Michael Junior Harvey, Lisa Maffia, Jermaine Williams, Darren Leslie James Weir, Jason Phillips \| – \| \| 19. August 2001 – 1. September 2001 2 Wochen \| 2 \| Five \| Let’s Dance Martin Peter Harrington, Ash Howes, Julian Gallagher, Richard Abidin Breen, Jason Paul Brown, Sean Kieran Conlon, Richard Frederick Stannard \| – \| \| 2. September 2001 – 8. September 2001 1 Woche \| 1 \| Blue \| Too Close Keir Lamont Gist, Robert L. Huggar, Raphael Shawan Brown, Robert Arthur Ford, Denzil Miller, James B. Moore, Kurt Walker, Lawrence Smith \| – \| \| 9. September 2001 – 15. September 2001 1 Woche \| 1 \| Bob the Builder \| Mambo No. 5 Musik: Dámaso Pérez Prado; zusätzlicher Text: Christian Pletschacher, David Lubega \| Zwei Jahre nachdem Lou Bega mit seiner Version des Pérez-Prado-Mambos auf Platz eins gestanden war, erreicht auch diese Version aus dem Kinderprogramm die Chartspitze. Für Bob den Baumeister war es der zweite und letzte Nummer-eins-Hit, erst 2008 kam er noch ein drittes Mal in die Singlecharts, aber nur auf Platz 81. \| \| 16. September 2001 – 22. September 2001 1 Woche \| 1 \| DJ Ötzi \| Hey Baby (Uhh, Ahh) Margaret Cobb, Bruce Channel \| Mit seiner Party-Version des Bruce-Channel-Oldies schaffte es der Österreicher in Großbritannien und Australien auf Platz 1, nicht aber in der Heimat und nicht in Deutschland oder der Schweiz. Im folgenden Jahr schaffte es ein exklusiver UK-Remix zur Fußball-WM noch einmal auf Platz 10 bei den Briten. \| \| 23. September 2001 – 20. Oktober 2001 4 Wochen \| 4 \| Kylie Minogue \| Can’t Get You Out of My Head Cathy Dennis, Robert Berkeley Davis \| – \| \| 21. Oktober 2001 – 10. November 2001 3 Wochen \| 3 \| Afroman \| Because I Got High Joseph Foreman \| – \| \| 11. November 2001 – 17. November 2001 1 Woche \| 1 \| Westlife \| Queen of My Heart Steven McCutcheon, Wayne Anthony Hector, Stephen Paul Robson, John Ignatius McLaughlin \| – \| \| 18. November 2001 – 24. November 2001 1 Woche \| 1 \| Blue \| If You Come Back Lee Anthony Brennan, Jimmie Raynard Ruffin, Nicole Formescu, Ian Hope \| – \| \| 25. November 2001 – 1. Dezember 2001 1 Woche \| 1 \| S Club 7 \| Have You Ever Andrew Marcus Frampton, Cathy Dennis, Chris Braide \| – \| \| 2. Dezember 2001 – 15. Dezember 2001 2 Wochen \| 2 \| Daniel Bedingfield \| Gotta Get Thru This Daniel John Bedingfield \| – \| \| 16. Dezember 2001 – 5. Januar 2002 3 Wochen \| 3 \| Robbie Williams & Nicole Kidman \| Somethin’ Stupid C. Carson Parks \| – \| |                                                     |                                                     | | |
| ← 2000 |                                                     |                                                     | | → 2002 → |
| Zeitraum | Wo. ges.                                            | Interpret                                           | Titel Autor(en) | Zusätzliche Informationen |
| (Zeitraum, Wochen auf Platz eins, Interpret, Titel, Autor[en], zusätzliche Informationen) |                                                     |                                                     | | |
| 17. Dezember 2000 – 6. Januar 2001 3 Wochen | 3                                                   | Bob the Builder                                     | Can We Fix It Paul Kevin Joyce | – |
| 7. Januar 2001 – 13. Januar 2001 1 Woche | 1                                                   | Rui da Silva feat. Cassandra                        | Touch Me Rui Jorge Silva, Cassandra Fox, Gary James Kemp | – |
| 14. Januar 2001 – 20. Januar 2001 1 Woche | 1                                                   | Jennifer Lopez                                      | Love Don’t Cost a Thing Gregory Dean Lawson, Georgette Michale Franklin, Jeremy Jermaine Monroe, Damon Sharpe, Amille Danielle Harris | – |
| 21. Januar 2001 – 3. Februar 2001 2 Wochen | 2                                                   | Limp Bizkit                                         | Rollin’ (Air Raid Vehicle) Reggie Noble, Clifford M. Smith, Fred Durst, Earl Simmons, Kasseem Daoud Dean | – |
| 4. Februar 2001 – 3. März 2001 4 Wochen | 4                                                   | Atomic Kitten                                       | Whole Again George Andrew McCluskey, Stuart Kershaw, Bill Padley, Jeremy Peter Godfrey | – |
| 4. März 2001 – 10. März 2001 1 Woche | 1                                                   | Shaggy feat. Ricardo 'RikRok' Ducent                | It Wasn’t Me Orville Burrell, Rickardo George Ducent, Shaun Pizzonia, Brian Derek Thompson; Musik zusätzlich: Dee Allen, Harold Ray Brown I, Bebee Dickerson, Le Roy Lonnie Jordan, Charles William Miller, Lee Oskar, Howard E. Scott               | – |
| 11. März 2001 – 17. März 2001 1 Woche | 1                                                   | Westlife                                            | Uptown Girl Billy Joel | – |
| 18. März 2001 – 7. April 2001 3 Wochen | 3                                                   | Hear’Say                                            | Pure and Simple Peter Edward Kirtley, Tim Hawes, Alison Moira Clarkson | – |
| 8. April 2001 – 21. April 2001 2 Wochen | 2                                                   | Emma Bunton                                         | What Took You So Long? Richard Frederick Stannard, John Themis, Emma Lee Bunton, Julian Gallagher, Martin Peter Harrington, Dave Morgan | – |
| 22. April 2001 – 28. April 2001 1 Woche | 1                                                   | Destiny’s Child                                     | Survivor Stevie Nicks, Beyoncé Gisselle Knowles, Robert D. Fusari, Falonte D. Moore | – |
| 29. April 2001 – 5. Mai 2001 1 Woche (insgesamt 2) | 2                                                   | S Club 7                                            | Don’t Stop Movin’ Rachel Lauren Stevens, Hannah Louise Spearritt, Bradley John McIntosh, Jonathan Henry Lee, Paul Gerald Cattermole, Joanne Valda O’Meara, Tina Ann Barrett, Simon Peter Ellis, Sheppard J. Solomon                                  | – |
| 6. Mai 2001 – 19. Mai 2001 2 Wochen | 2                                                   | Geri Halliwell                                      | It’s Raining Men Paul F. Jabara, Paul A. W. Shaffer | – |
| 20. Mai 2001 – 26. Mai 2001 1 Woche (insgesamt 2) | 2                                                   | S Club 7                                            | Don’t Stop Movin’ Rachel Lauren Stevens, Hannah Louise Spearritt, Bradley John McIntosh, Jonathan Henry Lee, Paul Gerald Cattermole, Joanne Valda O’Meara, Tina Ann Barrett, Simon Peter Ellis, Sheppard J. Solomon                                  | – |
| 27. Mai 2001 – 2. Juni 2001 1 Woche | 1                                                   | DJ Pied Piper and the Masters of Ceremonies         | Do You Really Like It Ronald Mark Nwohia, Eugene Nwohia, Steve Ricardo Wickham, Paul Angus Newman, Michael Ashley Livingston | – |
| 3. Juni 2001 – 23. Juni 2001 3 Wochen | 3                                                   | Shaggy feat. Rayvon                                 | Angel Steven Haworth Miller, Eddie Curtis, Ahmet Ertegun, Chip Taylor | – |
| 24. Juni 2001 – 30. Juni 2001 1 Woche | 1                                                   | Christina Aguilera, Lil’ Kim, Mýa und Pink          | Lady Marmalade Bob Crewe, Kenny Nolan | – |
| 1. Juli 2001 – 7. Juli 2001 1 Woche | 1                                                   | Hear’Say                                            | The Way to Your Love Mikkel Storleer Eriksen, Tor Erik Hermansen, Hallgeir Rustan | – |
| 8. Juli 2001 – 14. Juli 2001 1 Woche | 1                                                   | Roger Sanchez                                       | Another Chance Roger Rene Sanchez, Steven Lee Lukather | – |
| 15. Juli 2001 – 28. Juli 2001 2 Wochen | 2                                                   | Robbie Williams                                     | Eternity / The Road to Mandalay Guy Antony Chambers, Robert Peter Williams | – |
| 29. Juli 2001 – 11. August 2001 2 Wochen | 2                                                   | Atomic Kitten                                       | Eternal Flame Susanna Lee Hoffs, Thomas F. Kelly, Billy Steinberg | – |
| 12. August 2001 – 18. August 2001 1 Woche | 1                                                   | So Solid Crew                                       | 21 Seconds Dwayne Francis Ojestie Vincent, Marvin Fabian Dawkins, Jason Marlon Moore, Mahtari Aminu, Ashley Anthony Walters, Shane Christopher Neil, Michael Junior Harvey, Lisa Maffia, Jermaine Williams, Darren Leslie James Weir, Jason Phillips | – |
| 19. August 2001 – 1. September 2001 2 Wochen | 2                                                   | Five                                                | Let’s Dance Martin Peter Harrington, Ash Howes, Julian Gallagher, Richard Abidin Breen, Jason Paul Brown, Sean Kieran Conlon, Richard Frederick Stannard                                                                                             | – |
| 2. September 2001 – 8. September 2001 1 Woche | 1                                                   | Blue                                                | Too Close Keir Lamont Gist, Robert L. Huggar, Raphael Shawan Brown, Robert Arthur Ford, Denzil Miller, James B. Moore, Kurt Walker, Lawrence Smith                                                                                                   | – |
| 9. September 2001 – 15. September 2001 1 Woche | 1                                                   | Bob the Builder                                     | Mambo No. 5 Musik: Dámaso Pérez Prado; zusätzlicher Text: Christian Pletschacher, David Lubega | Zwei Jahre nachdem Lou Bega mit seiner Version des Pérez-Prado-Mambos auf Platz eins gestanden war, erreicht auch diese Version aus dem Kinderprogramm die Chartspitze. Für Bob den Baumeister war es der zweite und letzte Nummer-eins-Hit, erst 2008 kam er noch ein drittes Mal in die Singlecharts, aber nur auf Platz 81. |
| 16. September 2001 – 22. September 2001 1 Woche | 1                                                   | DJ Ötzi                                             | Hey Baby (Uhh, Ahh) Margaret Cobb, Bruce Channel | Mit seiner Party-Version des Bruce-Channel-Oldies schaffte es der Österreicher in Großbritannien und Australien auf Platz 1, nicht aber in der Heimat und nicht in Deutschland oder der Schweiz. Im folgenden Jahr schaffte es ein exklusiver UK-Remix zur Fußball-WM noch einmal auf Platz 10 bei den Briten.                 |
| 23. September 2001 – 20. Oktober 2001 4 Wochen | 4                                                   | Kylie Minogue                                       | Can’t Get You Out of My Head Cathy Dennis, Robert Berkeley Davis | – |
| 21. Oktober 2001 – 10. November 2001 3 Wochen | 3                                                   | Afroman                                             | Because I Got High Joseph Foreman | – |
| 11. November 2001 – 17. November 2001 1 Woche | 1                                                   | Westlife                                            | Queen of My Heart Steven McCutcheon, Wayne Anthony Hector, Stephen Paul Robson, John Ignatius McLaughlin | – |
| 18. November 2001 – 24. November 2001 1 Woche | 1                                                   | Blue                                                | If You Come Back Lee Anthony Brennan, Jimmie Raynard Ruffin, Nicole Formescu, Ian Hope | – |
| 25. November 2001 – 1. Dezember 2001 1 Woche | 1                                                   | S Club 7                                            | Have You Ever Andrew Marcus Frampton, Cathy Dennis, Chris Braide | – |
| 2. Dezember 2001 – 15. Dezember 2001 2 Wochen | 2                                                   | Daniel Bedingfield                                  | Gotta Get Thru This Daniel John Bedingfield | – |
| 16. Dezember 2001 – 5. Januar 2002 3 Wochen | 3                                                   | Robbie Williams & Nicole Kidman                     | Somethin’ Stupid C. Carson Parks | – |

## Alben
| ← 2000 ← | Liste der Nummer-eins-Hits in den britischen Charts | Liste der Nummer-eins-Hits in den britischen Charts | Liste der Nummer-eins-Hits in den britischen Charts | 2002 →                    |
| \| Zeitraum \| Wo. ges. \| Interpret \| Titel \| Zusätzliche Informationen \| \| (Zeitraum, Wochen auf Platz eins, Interpret, Titel, zusätzliche Informationen) \| \| \| \| \| \| ------------------------------------------------------------------------------ \| -------- \| --------------- \| ------------------------------------------------- \| ------------------------- \| \| 19. November 2000 – 20. Januar 2001 9 Wochen \| 9 \| The Beatles \| 1 \| – \| \| 21. Januar 2001 – 27. Januar 2001 1 Woche (insgesamt 2) \| 2 \| Texas \| Greatest Hits \| – \| \| 28. Januar 2001 – 3. Februar 2001 1 Woche \| 1 \| Limp Bizkit \| Chocolate Starfish and the Hot Dog Flavored Water \| – \| \| 4. Februar 2001 – 17. März 2001 6 Wochen (insgesamt 7) \| 7 \| Dido \| No Angel \| – \| \| 18. März 2001 – 31. März 2001 2 Wochen \| 2 \| Eva Cassidy \| Songbird \| – \| \| 1. April 2001 – 14. April 2001 2 Wochen \| 2 \| Hear’Say \| Popstars \| – \| \| 15. April 2001 – 28. April 2001 2 Wochen (insgesamt 5) \| 5 \| Stereophonics \| Just Enough Education to Perform \| – \| \| 29. April 2001 – 5. Mai 2001 1 Woche \| 1 \| Ash \| Free All Angels \| – \| \| 6. Mai 2001 – 19. Mai 2001 2 Wochen (insgesamt 4) \| 4 \| Destiny’s Child \| Survivor \| – \| \| 20. Mai 2001 – 2. Juni 2001 2 Wochen \| 2 \| R.E.M. \| Reveal \| – \| \| 3. Juni 2001 – 9. Juni 2001 1 Woche \| 1 \| Shaggy \| Hot Shot \| – \| \| 10. Juni 2001 – 16. Juni 2001 1 Woche \| 1 \| Radiohead \| Amnesiac \| – \| \| 17. Juni 2001 – 14. Juli 2001 4 Wochen \| 4 \| Travis \| The Invisible Band \| – \| \| 15. Juli 2001 – 21. Juli 2001 1 Woche \| 1 \| Usher \| 8701 \| – \| \| 22. Juli 2001 – 4. August 2001 2 Wochen (insgesamt 4) \| 4 \| Destiny’s Child \| Survivor \| – \| \| 5. August 2001 – 11. August 2001 1 Woche (insgesamt 2) \| 2 \| David Gray \| White Ladder \| – \| \| 12. August 2001 – 18. August 2001 1 Woche \| 1 \| Atomic Kitten \| Right Now \| – \| \| 19. August 2001 – 25. August 2001 1 Woche (insgesamt 2) \| 2 \| David Gray \| White Ladder \| – \| \| 26. August 2001 – 1. September 2001 1 Woche \| 1 \| Staind \| Break the Cycle \| – \| \| 2. September 2001 – 8. September 2001 1 Woche \| 1 \| Slipknot \| Iowa \| – \| \| 9. September 2001 – 22. September 2001 2 Wochen \| 2 \| Jamiroquai \| A Funk Odyssey \| – \| \| 23. September 2001 – 29. September 2001 1 Woche \| 1 \| Macy Gray \| The Id \| – \| \| 30. September 2001 – 6. Oktober 2001 1 Woche (insgesamt 7) \| 7 \| Dido \| No Angel \| – \| \| 7. Oktober 2001 – 20. Oktober 2001 2 Wochen \| 2 \| Kylie Minogue \| Fever \| – \| \| 21. Oktober 2001 – 3. November 2001 2 Wochen (insgesamt 3) \| 3 \| Steps \| Gold - The Greatest Hits \| – \| \| 4. November 2001 – 10. November 2001 1 Woche \| 1 \| Michael Jackson \| Invincible \| – \| \| 11. November 2001 – 17. November 2001 1 Woche (insgesamt 3) \| 3 \| Steps \| Gold - The Greatest Hits \| – \| \| 18. November 2001 – 24. November 2001 1 Woche \| 1 \| Westlife \| World of Our Own \| – \| \| 25. November 2001 – 12. Januar 2002 7 Wochen \| 7 \| Robbie Williams \| Swing When You’re Winning \| – \| |                                                     |                                                     |                                                     |                           |
| ← 2000 |                                                     |                                                     |                                                     | → 2002 →                  |
| Zeitraum | Wo. ges.                                            | Interpret                                           | Titel                                               | Zusätzliche Informationen |
| (Zeitraum, Wochen auf Platz eins, Interpret, Titel, zusätzliche Informationen) |                                                     |                                                     |                                                     |                           |
| 19. November 2000 – 20. Januar 2001 9 Wochen | 9                                                   | The Beatles                                         | 1                                                   | –                         |
| 21. Januar 2001 – 27. Januar 2001 1 Woche (insgesamt 2) | 2                                                   | Texas                                               | Greatest Hits                                       | –                         |
| 28. Januar 2001 – 3. Februar 2001 1 Woche | 1                                                   | Limp Bizkit                                         | Chocolate Starfish and the Hot Dog Flavored Water   | –                         |
| 4. Februar 2001 – 17. März 2001 6 Wochen (insgesamt 7) | 7                                                   | Dido                                                | No Angel                                            | –                         |
| 18. März 2001 – 31. März 2001 2 Wochen | 2                                                   | Eva Cassidy                                         | Songbird                                            | –                         |
| 1. April 2001 – 14. April 2001 2 Wochen | 2                                                   | Hear’Say                                            | Popstars                                            | –                         |
| 15. April 2001 – 28. April 2001 2 Wochen (insgesamt 5) | 5                                                   | Stereophonics                                       | Just Enough Education to Perform                    | –                         |
| 29. April 2001 – 5. Mai 2001 1 Woche | 1                                                   | Ash                                                 | Free All Angels                                     | –                         |
| 6. Mai 2001 – 19. Mai 2001 2 Wochen (insgesamt 4) | 4                                                   | Destiny’s Child                                     | Survivor                                            | –                         |
| 20. Mai 2001 – 2. Juni 2001 2 Wochen | 2                                                   | R.E.M.                                              | Reveal                                              | –                         |
| 3. Juni 2001 – 9. Juni 2001 1 Woche | 1                                                   | Shaggy                                              | Hot Shot                                            | –                         |
| 10. Juni 2001 – 16. Juni 2001 1 Woche | 1                                                   | Radiohead                                           | Amnesiac                                            | –                         |
| 17. Juni 2001 – 14. Juli 2001 4 Wochen | 4                                                   | Travis                                              | The Invisible Band                                  | –                         |
| 15. Juli 2001 – 21. Juli 2001 1 Woche | 1                                                   | Usher                                               | 8701                                                | –                         |
| 22. Juli 2001 – 4. August 2001 2 Wochen (insgesamt 4) | 4                                                   | Destiny’s Child                                     | Survivor                                            | –                         |
| 5. August 2001 – 11. August 2001 1 Woche (insgesamt 2) | 2                                                   | David Gray                                          | White Ladder                                        | –                         |
| 12. August 2001 – 18. August 2001 1 Woche | 1                                                   | Atomic Kitten                                       | Right Now                                           | –                         |
| 19. August 2001 – 25. August 2001 1 Woche (insgesamt 2) | 2                                                   | David Gray                                          | White Ladder                                        | –                         |
| 26. August 2001 – 1. September 2001 1 Woche | 1                                                   | Staind                                              | Break the Cycle                                     | –                         |
| 2. September 2001 – 8. September 2001 1 Woche | 1                                                   | Slipknot                                            | Iowa                                                | –                         |
| 9. September 2001 – 22. September 2001 2 Wochen | 2                                                   | Jamiroquai                                          | A Funk Odyssey                                      | –                         |
| 23. September 2001 – 29. September 2001 1 Woche | 1                                                   | Macy Gray                                           | The Id                                              | –                         |
| 30. September 2001 – 6. Oktober 2001 1 Woche (insgesamt 7) | 7                                                   | Dido                                                | No Angel                                            | –                         |
| 7. Oktober 2001 – 20. Oktober 2001 2 Wochen | 2                                                   | Kylie Minogue                                       | Fever                                               | –                         |
| 21. Oktober 2001 – 3. November 2001 2 Wochen (insgesamt 3) | 3                                                   | Steps                                               | Gold - The Greatest Hits                            | –                         |
| 4. November 2001 – 10. November 2001 1 Woche | 1                                                   | Michael Jackson                                     | Invincible                                          | –                         |
| 11. November 2001 – 17. November 2001 1 Woche (insgesamt 3) | 3                                                   | Steps                                               | Gold - The Greatest Hits                            | –                         |
| 18. November 2001 – 24. November 2001 1 Woche | 1                                                   | Westlife                                            | World of Our Own                                    | –                         |
| 25. November 2001 – 12. Januar 2002 7 Wochen | 7                                                   | Robbie Williams                                     | Swing When You’re Winning                           | –                         |

Die Angaben basieren auf den offiziellen Verkaufshitparaden der Official UK Charts Company für das Vereinigte Königreich. Die Datumsangaben beziehen sich auf das Gültigkeitsdatum der Charts, also jeweils die auf die Verkaufswoche folgende Woche.

## Jahreshitparaden
| ← 2000 ← | Liste der Nummer-eins-Hits in den britischen Charts | Liste der Nummer-eins-Hits in den britischen Charts     | Liste der Nummer-eins-Hits in den britischen Charts | 2002 →   |
| \| Singles \| Position# \| Alben \| \| --------------------------------------------------------------------------------------------------------------------------------------------------------------------------------------------------------------------------------------------------------------------------- \| --------- \| ------------------------------------------------------- \| \| It Wasn’t Me Shaggy feat. Ricardo 'RikRok' Ducent Orville Burrell, Rickardo George Ducent, Shaun Pizzonia, Brian Derek Thompson; Musik zusätzlich: Dee Allen, Harold Ray Brown I, Bebee Dickerson, Le Roy Lonnie Jordan, Charles William Miller, Lee Oskar, Howard E. Scott \| 1 \| No Angel Dido \| \| Pure and Simple Hear’Say Peter Edward Kirtley, Tim Hawes, Alison Moira Clarkson \| 2 \| Swing When You’re Winning Robbie Williams \| \| Can’t Get You Out of My Head Kylie Minogue Cathy Dennis, Robert Berkeley Davis \| 3 \| White Ladder David Gray \| \| Whole Again Atomic Kitten George Andrew McCluskey, Stuart Kershaw, Bill Padley, Jeremy Peter Godfrey \| 4 \| Just Enough Education to Perform Stereophonics \| \| Hey Baby (Uhh, Ahh) DJ Ötzi Margaret Cobb, Bruce Channel \| 5 \| Dreams Can Come True – Greatest Hits Volume 1 Gabrielle \| \| Uptown Girl Westlife Billy Joel \| 6 \| Gold - The Greatest Hits Steps \| \| Don’t Stop Movin’ S Club 7 Rachel Lauren Stevens, Hannah Louise Spearritt, Bradley John McIntosh, Jonathan Henry Lee, Paul Gerald Cattermole, Joanne Valda O’Meara, Tina Ann Barrett, Simon Peter Ellis, Sheppard J. Solomon \| 7 \| The Invisible Band Travis \| \| Angel Shaggy feat. Rayvon Steven Haworth Miller, Eddie Curtis, Ahmet Ertegun, Chip Taylor \| 8 \| Songbird Eva Cassidy \| \| Teenage Dirtbag Wheatus Brendan Bernard Brown \| 9 \| Survivor Destiny’s Child \| \| Because I Got High Afroman Joseph Foreman \| 10 \| Fever Kylie Minogue \| |                                                     |                                                         |                                                     |          |
| ← 2000 |                                                     |                                                         |                                                     | → 2002 → |
| Singles | Position#                                           | Alben                                                   |                                                     |          |
| It Wasn’t Me Shaggy feat. Ricardo 'RikRok' Ducent Orville Burrell, Rickardo George Ducent, Shaun Pizzonia, Brian Derek Thompson; Musik zusätzlich: Dee Allen, Harold Ray Brown I, Bebee Dickerson, Le Roy Lonnie Jordan, Charles William Miller, Lee Oskar, Howard E. Scott | 1                                                   | No Angel Dido                                           |                                                     |          |
| Pure and Simple Hear’Say Peter Edward Kirtley, Tim Hawes, Alison Moira Clarkson | 2                                                   | Swing When You’re Winning Robbie Williams               |                                                     |          |
| Can’t Get You Out of My Head Kylie Minogue Cathy Dennis, Robert Berkeley Davis | 3                                                   | White Ladder David Gray                                 |                                                     |          |
| Whole Again Atomic Kitten George Andrew McCluskey, Stuart Kershaw, Bill Padley, Jeremy Peter Godfrey | 4                                                   | Just Enough Education to Perform Stereophonics          |                                                     |          |
| Hey Baby (Uhh, Ahh) DJ Ötzi Margaret Cobb, Bruce Channel | 5                                                   | Dreams Can Come True – Greatest Hits Volume 1 Gabrielle |                                                     |          |
| Uptown Girl Westlife Billy Joel | 6                                                   | Gold - The Greatest Hits Steps                          |                                                     |          |
| Don’t Stop Movin’ S Club 7 Rachel Lauren Stevens, Hannah Louise Spearritt, Bradley John McIntosh, Jonathan Henry Lee, Paul Gerald Cattermole, Joanne Valda O’Meara, Tina Ann Barrett, Simon Peter Ellis, Sheppard J. Solomon | 7                                                   | The Invisible Band Travis                               |                                                     |          |
| Angel Shaggy feat. Rayvon Steven Haworth Miller, Eddie Curtis, Ahmet Ertegun, Chip Taylor | 8                                                   | Songbird Eva Cassidy                                    |                                                     |          |
| Teenage Dirtbag Wheatus Brendan Bernard Brown | 9                                                   | Survivor Destiny’s Child                                |                                                     |          |
| Because I Got High Afroman Joseph Foreman | 10                                                  | Fever Kylie Minogue                                     |                                                     |          |